# Aviere (1938)
«Ав'єре» (італ. Aviere) — військовий корабель, ескадрений міноносець 1-ї серії типу «Сольдаті» Королівських ВМС Італії за часів Другої світової війни.

## Історія створення
«Ав'єре» закладений 16 січня 1937 року на верфі компанії Odero-Terni-Orlando в Ліворно. 31 серпня 1938 року увійшов до складу Королівських ВМС Італії.

## Історія служби
10 червня 1940 року, коли Італія вступила у війну, «Ав'єре» входив до складу 11-ї дивізії есмінців разом з однотипними «Артільєре», «Каміча Нера» і «Дженьере». З 11 червня вони виконували завдання з метою розвідки ситуації в Сицилійській протоці. 19 червня забезпечували перехід конвою з Аугусти до Бенгазі.
9 липня 1940 року есмінець у складі дивізії брав участь у бою біля Калабрії.
11-12 жовтня 1940 року він брав участь у бою біля мису Пассеро, де дістав серйозні пошкодження від вогню британського крейсера «Аякс».
З березня до вересня 1941 року «Ав'єре» супроводжував велику кількість конвоїв з військами з Італії до Лівії. 23 вересня ескортував есмінці «Ланчере», «Карабіньєре», «Кораццьєре» й «Аскарі», які встановлювали мінні поля південніше Мальти.
У грудні 1941 та березні 1942 року есмінець залучався до сил італійського флоту, що бились у першій та другій битвах у затоці Сидра.
11—12 серпня 1942 року «Ав'єре» разом з іншими кораблями Королівських ВМС Італії протистояв спробам англо-американських сил провести транспортний конвой на Мальту. Залучався до порятунку пошкодженого важкого крейсера «Больцано», торпедованого англійським підводним човном «Анброукен» поблизу острову Панарея.
16 грудня 1942 року «Ав'єре» разом із «Каміча Нера» супроводжував із Неаполя німецьке транспортне судно Ankara до Бізерти. В 11:15 наступного дня британська субмарина «Сплендід» атакувала італійський ескадрений міноносець, який від влучення торпеди вибухнув, розвалився навпіл та стрімко затонув. Тільки 30 членів екіпажу змогли врятувати на місці події міноносцями «Калліопе» і «Персео».